# Goffredo di Taranto
Goffredo di Taranto (XI secolo – Trani, 1068) è stato un militare italiano, primo conte di Taranto.

## Biografia
Secondogenito di Pietro I, signore di Trani, in seguito alla morte del padre resse per qualche anno la contea. Dopo il matrimonio con la figlia di Drogone, signore di Mottola e Castellaneta, si spostò da Trani; durante la sua assenza il fratello Pietro si impadronì della contea. Nel maggio 1063 Goffredo conquista Taranto, che diviene la città principale dei suoi possedimenti.
Nel 1067 le truppe bizantine del generale Michele Mauricas, a fianco da Niceforo Caranteno, duca di Skopje, e alleato con il ribelle normanno Goffredo di Conversano, si scontrarono presso Taranto con i Normanni di Goffredo, alleato con Roberto il Guiscardo, riuscendo a conquistare la città. Taranto rimase per circa un anno nelle mani bizantine, per poi essere riconquistata dallo stesso Goffredo nel 1068.
A causa della rivalità tra Pietro II e Roberto il Guiscardo, Goffredo tornò a Trani per governare la città, morendovi poco dopo e lasciando la contea al figlio Riccardo.